# Osowce (Ukraina)
Osowce, dawniej Ossowce (ukr. Осівці, Osiwci) – wieś na Ukrainie, w obwodzie tarnopolskim, w rejonie czortkowskim. W 2001 roku wieś liczyła 1018 mieszkańców. Przez wieś przechodzi droga terytorialna T 2006.

## Historia
Adam Hieronim Sieniawski, podczaszy koronny, w jesieni 1618, nadsyłając do Stanisława Żółkiewskiego wiadomości o działaniach Tatarzy pisał o zniszczeniu Jampola, Ossowiec, Krzemieńca, Zbaraża, Niemirowa, Międzyboża, Sieniawy.
W marcu 1889 Kółko rolnicze w Osowcach, które założył Artur Cielecki-Zaremba, delegat Towarzystwa Kółek rolniczych we Lwowie zawiadomiło zarząd główny Towarzystwa o swojem zawiązaniu się.
Do 1939 w Osowcach istniał polski Dom Ludowy TSL, działał oddział Związku Strzeleckiego.
Miejsce zbrodni nacjonalistów ukraińskich dokonanych:
- 7 kwietnia 1944 (Wielki Piątek), na 8 Polakach[5],
- we wrześniu 1944 r., na 8 Polakach[6].
- we wrześniu 1945 na Polaku, wracającym z wojska[7]

Od 1971 wieś jest siedzibą rady wiejskiej.

## Zabytki
- zameczek obronny  w Osowcach wybudowany w XV wieku, połączony z  zamkiem w Bobulińcach; zniszczony[9]
- kościół filialny parafii w Petlikowice Stare, zbudowany w 1929 r. przez właścicieli ziemskich Wiktora i Anielę (zd Dzieduszycką) Cieńskichi[10], zniszczony we wrześniu 1944 r. przez nacjonalistów ukraińskich[11].
- obronny dwór wybudowany przez Stawińskich, który spłonął w 1888 roku; odbudowany przez Ignacego Cywińskiego. Dodano wówczas piętro na środku i skrzydła po bokach[9]

## Urodzeni w Osowcach
- Ludwik Abgarowicz (ur. w 1861)[12]
- Bohdan Czepurko – ukraiński poeta, pisarz, krytyk, kulturolog, działacz społeczny[13][14].
- Emilia Kruszelnyćka – ukraińska folklorystka, siostra Sołomii Kruszelnyćkiej.
- Julian Zubczewski (1855-1924) – nauczyciel[15], dyrektor Seminarium Nauczycielskiego w Tarnopolu[16].
- Romuald Baczyński – polski wojskowy, nauczyciel i urzędnik, żołnierz Legionów Polskich uczestnik kampanii wrześniowej oraz wojny polsko-bolszewickiej[17].

## Ludzie związani z Osowcami
- Witold[18] Antoni Cieński[19] - właściciel majątku dworskiego w Osowcach[20].
- ks. Amwrosij (Ambroży) Kruszelnycki (1841–1902) – proboszcz greckokatolicki[21], ojciec ukraińskiej śpiewaczki operowej, wokalistki (sopran) i pedagoga Sołomii Kruszelnyćkiej[22].